# IEEE 802.22
IEEE 802.22 WRAN — стандарт беспроводных региональных сетей, описывающий двухуровневую архитектуру (уровень PHY и уровень MAC) с многоточечным (point-to-multipoint) соединением. Сеть предназначена как для работы с профессиональными фиксированными базовыми станциями, так и с портативными (либо фиксированными) пользовательскими терминалами (модемы). Обмен данными по стандарту производится на «свободных» частотах ОВЧ/УВЧ (VHF/UHF) телевизионного вещания. По утверждению разработчиков, сеть в основном предназначена для использования в малонаселённых пунктах, а также сельской местности, где вероятнее всего будет достаточное количество свободных каналов в рабочей полосе частот стандарта.

## Технология
В ответ на уведомление относительно предлагаемых правил (NRMP), опубликованное федеральной комиссией по связи (FCC) США, в мае 2004 года была сформирована рабочая группа IEEE 802.22 по беспроводным региональным сетям в октябре 2004 года. Проект формально называется стандарт для беспроводных региональных вычислительных сетей (WRAN) — специфические требования — часть 22: спецификации управления доступом к среде (MAC) и физическим уровнем (PHY): правила и порядок работы в телевизионных диапазонах и сосредоточен на построении последовательной, национальной фиксированной точки-многоточки WRAN, которая будет использовать ТВ UHF / VHF диапазоны между 54 и 862 МГц. Отдельные телевизионные каналы, а также защитные полосы этих каналов планируется использовать для связи в IEEE 802.22.
Институт инженеров по электротехнике и электронике (IEEE) совместно с FCC придерживался централизованного подхода к открытию доступного спектра. В частности, каждая базовая станция (БС) будет оснащена приемником GPS, который позволит сообщать о её местоположении. Эта информация будет отправлена обратно на централизованные серверы (в США они будут управляться FCC), который будет отвечать с информацией о доступных бесплатных телевизионных каналов и охранных полос в районе БС. Другие предложения допускают только локальное зондирование спектра, когда БС сама решает, какие каналы доступны для связи. Предусматривается также сочетание этих двух подходов. Устройства, которые будут работать в полосе белого пространства телевизора (TVWS), будут в основном двух типов: фиксированные и персональные/портативные. Стационарные устройства будут иметь возможность геолокации со встроенным устройством GPS. Фиксированные устройства также связываются с центральной базой данных для идентификации других передатчиков в области, работающей в TVWS. Другие меры, предлагаемые FCC и IEEE для предотвращения помех, включают динамическое зондирование спектра и динамическое управление мощностью.

## Обзор топологии WRAN
Первоначальный стандарт проекта 802.22 определяет, что сеть должна работать в точечно-многоточечном базисе (P2MP). Система будет сформирована базовыми станциями (BS) и абонентским оборудованием (CPE). Абонентское оборудование соединяется с базовой станцией через беспроводную связь.базовая станция будет контролировать промежуточный доступ между абонентами, подсоединенными к ней.
Одной из ключевых особенностей базовых станций WRAN является то, что они будут способны выполнять зондирование. Это означает, что абонентское оборудование будет воспринимать спектр и будет отправлять периодические отчеты базовой станции, информируя её о том, что у них сейчас происходит.

## Подход к физическому слою
Физический слой должен быть в состоянии адаптироваться к различным условиям и также должен быть гибким при переходе от канала к каналу, без ошибок и потерь передавать данные абонентам. Эта гибкость также необходима для того, чтобы иметь возможность динамически регулировать полосу пропускания, модуляцию и схемы кодирования. Ортогональный частотный множественный доступ (OFDMA) будет схемой модуляции для передачи сигналов восходящим и нисходящим каналам связи. С OFDMA будет возможно достигнуть быстрого приспособления, необходимого базовым станциям и абонентам. При использовании только одного канала (канал имеет полосу пропускания 6 МГц, в некоторых странах она может быть 7 или 8 МГц) приблизительная максимальная скорость передачи данных составляет 19 Мбит/с на расстоянии 30 км. Достигнутой скорости и расстояния не достаточно для того чтобы выполнить требования стандарта. Соединение каналов решает эту проблему. Соединение каналов заключается в использовании более одного канала для «получения\отдачи» (Tx / Rx). Это позволяет системе иметь более высокую пропускную способность, что отражается на производительности системы.

## Подход к слою управления доступом к среде
Этот слой будет основан на когнитивном радио. Он также должен быть в состоянии динамически адаптироваться к изменениям в окружающей среде, воспринимая спектр. Слой MAC будет состоять из двух структур: Фрейм и Суперфрейм. Суперфрейм будет образован множеством кадров. Суперфрейм будет иметь заголовок элемента управления superframe (SCH) и преамбулу. Они будут посланы базовой станиции в каждом канале, что позволяем передать сигнал и не вызывать помехи. Когда абонентское оборудование включено, оно проанализирует спектр, узнает, какие каналы доступны, и получит всю необходимую информацию для присоединения к базовой станции.
Абонентским оборудованием измеряется 2 различных типа спектра: внутриполосное и внеполосное. Внутриполосное измерение состоит в считывании фактического канала, который используется базовой станцией и клиентом. Внеполосное измерение будет состоять в считывании остальных каналов. Слой MAC выполнит 2 разного вида считывания внутриполосных или внеполосных измерений: быстрое и отличное. Быстрое считывание происходит быстрее, чем 1мс на каждый канал. Это считывание выполняется абонентским оборудованием и базовой станцией, и базовая станция, собрав всю информацию, решит, что нового нужно сделать. Отличное считывание занимает больше времени (приблизительно 25мс на канал и больше) и оно основано на предыдущем быстром считывании.
Эти чувствительные механизмы в первую очередь используются для определения того, существует ли действующий передатчик и необходимо ли избегать вмешательства в него.
Для выполнения надежного зондирования в базовом режиме работы на одной полосе частот, как описано выше (режим «прослушивание перед разговором»), необходимо выделить тихое время, при котором передача данных не разрешена. Такое периодическое прерывание передачи данных может ухудшить качество когнитивных радиосистем. Эта проблема решена альтернативным режимом работы, предложенным в IEEE 802.22 под названием динамическая скачкообразная перестройка частоты (DFH), где передача данных систем WRAN выполняется параллельно с зондированием спектра без прерывания.

## Шифрование, аутентификация и авторизация
Поддерживается только алгоритм шифрования AES-GCM с проверкой подлинности.
EAP-TLS или EAP-TTLS должны использоваться для аутентификации и создания ключа шифрования. IEEE 802.22 определяет профиль сертификата X. 509v3, который использует расширения для аутентификации и авторизации устройств на основе информации, такой как изготовитель устройства, MAC-адрес и идентификатор FCC (сертификат изготовителя/ServiceProvider, сертификат CPE и сертификат BS, соответственно).
Это может позволить блокировать клиента, где провайдеров отказал в доступе к сети для устройств, которые не были проверены производителем из сети поставщиков (то есть устройство должно обладать закрытым ключом сертификата X. 509 с цепочкой доверия, ведущей к центру сертификации производителя, которого принимает поставщик сети), не похоже на блокировку SIM в современных сетях сотовой связи и DOCSIS «тестеры сертификата» в кабельных сетях.

## Особенности стандарта
- Назначение: широкополосный беспроводной доступ к Интернету для сельской местности.
- Ядро: технология когнитивной радиопередачи, предназначенная для безлицензионного использования частот телевизионного диапазона.
- Целевая аудитория: промышленность, правительство и управляющие органы, академические организации, провайдеры.
- Проекты: IEEE 802.22.1, IEEE 802.22.2
- Портативность: можно использовать в движении до 114 км/ч
- Топология сети: многоточечная (Точка-многоточка)
- Радиус зоны покрытия: 10-100 км (для фиксированной базовой станции и модема)
- Максимальная скорость: до 22 Мбит/с
- Мощность излучения: 4 Вт (под мощностью излучения понимается эффективная изотропно излучаемая мощность, EIRP)
- Антенны: на базовой станции используется ненаправленная (либо секторная) приемопередающая антенна, а на стороне абонента направленная антенна с 14 дБ подавлением заднего лепестка; помимо этого, есть ненаправленная антенна для сканирования частотного диапазона (когнитивная радиосвязь).
- Гео-позиционирование: GPS или наземное (необходимо для функционирования системы).